# Daihachi Yoshida
Daihachi Yoshida (吉田大八, Yoshida Daihachi), né le 2 octobre 1963 dans la préfecture de Kagoshima, est un réalisateur japonais.

## Biographie
Daihachi Yoshida est lauréat du prix du meilleur réalisateur lors de la 29e édition du festival du film de Yokohama pour Funuke Show Some Love, You Losers!.

## Filmographie
- 2007 :  Funuke (en) (腑抜けども、悲しみの愛を見せろ, Funuke-domo, kanashimi no ai o misero?)
- 2009 : Kuhio taisa (クヒオ大佐?)
- 2010 : Pāmanento nobara (パーマネント野ばら?)
- 2012 : The Kirishima Thing (桐島、部活やめるってよ?)
- 2014 : Pale Moon (紙の月, Kami no tsuki?)
- 2017 : Utsukushii hoshi (美しい星?)
- 2018 : Hitsuji no ki (羊の木?)
- 2020 : Damashie no kida (騙し絵の牙?)
- 2025 : Teki (ja) (敵?)